# 4-я горнострелковая бригада
4-я горнострелковая бригада (рум. Brigada 4 Munte) – воинское соединение румынской армии, принимавшее участие во Второй мировой войне на стороне гитлеровской Германии.

## История
4-я горнострелковая бригада была создана в июле 1939 года. Она создавалось последней из румынских горнострелковых бригад, поэтому была наименее экипированной. Так, к примеру, в её составе отсутствовал гаубичный горнострелковый дивизион.
Перед нападением на СССР 4-я горнострелковая бригада, входившая в состав Горного корпуса 3-й армии, занимала позиции на советско-румынской границе на стыке Украинской и Молдавской ССР, имея против себя части советского 17-го стрелкового корпуса. С началом войны приняла участие в оккупации Северной Буковины.
В августе вместе с 1-й и 2-й горнострелковыми бригадами действовала в районе Первомайска, а в октябре на мелитопольском направлении. Под Первомайском понесла значительные потери от действий 18-й армии.
В декабре 1941 года в ходе подготовки немцами наступления на Севастополь на бригаду была возложена задача борьбы с крымскими партизанами.
В ходе ликвидации кризиса немецко-румынской обороны на востоке Крыма, вызванного Керченско-феодосийской десантной операцией с 5 января 1941 на прорванный фронт прибыло существенное подкрепление, сначала немецкая боевая группа, включающая 213-й пехотный полк, артиллерийские, противотанковые и зенитные части, за ними последовали остатки резервов немецкого 30-го армейского корпуса и румынская 18-я пехотная дивизия. Румынская 4-я горнострелковая бригада также была подчинена 30-му немецкому корпусу. Велась подготовка к контратаке и уничтожению советского плацдарма в Феодосии.   
15 марта 1942 года была переименована в 4-ю горнострелковую дивизию.
Э. фон Манштейн писал: "Весной 1942 г. я посетил однажды 4 румынскую горную дивизию, которая под командованием генерала Манолиу вела борьбу с партизанами в горах Яйлы. Временами нам приходилось использовать в этих целях весь румынский горный корпус, усиленный рядом мелких немецких подразделений. Сначала я инспектировал несколько частей, затем меня провели в здание штаба. Стоя перед большой картой, генерал Манолиу с гордостью показал мне весь путь, пройденный его дивизией от Румынии до Крыма. Было ясно, что он хотел намекнуть, что этого, мол, достаточно. Мое замечание: «О, значит, вы прошли уже полдороги до Кавказа!» — отнюдь не вызвало у него воодушевления".

## Состав
- 8-й горнострелковый полк (Grupul 8 Vanatori de Munte)

13-й горнострелковый батальон (Batalionul 13 Vanatori de Munte)
14-й горнострелковый батальон (Batalionul 14 Vanatori de Munte)
19-й горнострелковый батальон (Batalionul 19 Vanatori de Munte)
- 9-й горнострелковый полк (Grupul 9 Vanatori de Munte)

17-й горнострелковый батальон (Batalionul 17 Vanatori de Munte)
18-й горнострелковый батальон (Batalionul 18 Vanatori de Munte)
20-й горнострелковый батальон (Batalionul 20 Vanatori de Munte)
- 4-й горный артиллерийский полк (Grupul 4 Artilerie Munte)

3-й горный пушечный дивизион (Divizionul 3 Tunuri Munte)
6-й горный пушечный дивизион (Divizionul 6 Tunuri Munte)
- 4-й инженерно-сапёрный батальон (Batalionul 4 Pionieri Munte)